# Digital guldvaluta
Digital guldvaluta (engelska:Digital gold currency, DGC) är en form av elektroniska pengar som baseras på en given måttenhet av guld. Särskilt vanligt är det att digitala guldvalutor anges i guldgram eller Troy ounce, men vissa anges istället i enheten gulddinarer. Dessa valutor ges ut av flera olika företag och företagen hävdar att valutan är uppbackad av guld som de har i lager.